# Lutz Raphael
Lutz Raphael (né le 12 septembre 1955 à Essen) est un historien allemand et professeur à l'Université de Trèves. Il est président de l'Union des historiens allemands depuis le 8 octobre 2021.

## Biographie
Après avoir été diplômé du lycée municipal d'Essen-Borbeck en 1974, Raphael étudie l'histoire, les études romanes, la philosophie et la sociologie à l'Université Westphalienne Wilhelms de Münster et à l'Université Paris VIII − Vincennes. En 1981, il termine ses études avec Erwin Oberländer avec le premier examen d'État pour l'enseignement du français et de l'histoire et en 1984, il étudie avec Karin Priester à l'Université de Münster. Il obtient son doctorat avec une étude portant sur l'évolution des relations entre parti et syndicat dans le monde ouvrier communiste en Italie et en France.
Après une courte période de travail dans l'industrie de l'édition, Raphaël est assistant de recherche de 1987 à 1990 et assistant de recherche de 1990 à 1996 à l'Institut d'histoire de l'Université technique de Darmstadt, où il termine son habilitation en 1994 avec une thèse sur l'historiographie des Annales et la nouvelle histoire en France 1945-1980.
Après avoir représenté la chaire d'histoire moderne et contemporaine à l'Université de Tübingen, Raphaël enseigne depuis 1996 en tant que professeur d'histoire moderne et contemporaine à l'Université de Trèves. Il est aussi régulièrement invités à enseigner et obtient des bourses à l'École des hautes études en sciences sociales à Paris, l'Université Paris VII − Denis Didérot, l'Université Humboldt de Berlin, le St Antony's College d'Oxford, la London School of Economics et l'Institut historique allemand de Londres.
De 2007 à 2013, Raphaël est membre du Conseil scientifique. Il est membre de l'Académie des sciences et des lettres de Mayence depuis 2014. Au cours de l'année universitaire 2015/2016, il est professeur invité Gerda Henkel à l'Institut historique allemand de Londres.
Raphael est co-éditeur des magazines Neue Politische Literatur et Journal of Modern European History.

## Axes de recherche
En recherche, Raphaël a traité les sujets dans des domaines de recherche particuliers
- Etat dans le village. L'évolution des structures de pouvoir local dans la région Rhin-Meuse lors de la montée de l'État institutionnel bureaucratique moderne (expériences française, luxembourgeoise et allemande en comparaison),
- Entre Meuse et Rhin. Relations, rencontres et conflits dans un espace central européen de l'Antiquité tardive au XIXe siècle,
- Etranger et pauvreté. L'évolution des formes d'inclusion et d'exclusion de l'Antiquité à nos jours. Contrôle administratif, soins organisés et stratégies (de survie) des travailleurs migrants méditerranéens dans les régions minières entre Rhin et Meuse (1950-1990),
- La pauvreté dans les zones rurales dans la zone de tension entre la politique sociale de l'État, la philanthropie humanitaire et religieuse et l'entraide à l'ère industrielle (1860-1975).

Depuis 2006, il dirige le projet DFG : Atlas des institutions d'historiographie européenne 1800-2005
Depuis 2009, il est directeur général du « Centre européen de recherche – Structures à long terme et problèmes contemporains » (FZE), un centre universitaire institution à l'Université de Trèves.

## Distinction
- 2006 : Ordre du mérite de l'État de Rhénanie-Palatinat[3]
- 2013 : Prix Gottfried Wilhelm Leibniz[4]
- 2021 : Prix d'historien de Bochum[5]

## Ouvrages (sélection)
- (de) Jenseits von Kohle und Stahl. Eine Gesellschaftsgeschichte Westeuropas nach dem Boom. [« Au-delà du charbon et de l’acier. Une histoire sociale de l'Europe occidentale après le boom. »], Berlin, Suhrkamp, 2019.
- (de) Ordnungsmuster und Deutungskämpfe. Wissenspraktiken im Europa des 20. Jahrhunderts [« Modèles d'ordre et batailles d'interprétation. Pratiques du savoir dans l'Europe du XXe siècle »], Göttingen, Vandenhoeck & Ruprecht, coll. « Kritische Studien zur Geschichtswissenschaft. » (no 227), 2018
- (de) avec Jenny Pleinen, « Die Zeithistoriker in den Archiven der Sozialwissenschaften. » [« Les historiens contemporains dans les archives des sciences sociales. »], Vierteljahrshefte für Zeitgeschichte, no 2,‎ 2014, p. 173-196.
- Violence impériale et nation mobilisée. Europe 1914-1945. Beck, Munich 2011.
- (en) avec Ilaria Porciani, Atlas of European Historiography. The Making of a Profession 1800–2005 [« Atlas de l'historiographie européenne. La création d'une profession 1800–2005 »], Basingstoke, Houndmills, 2010.
- (de) avec Anselm Doering-Manteuffel (de), Nach dem Boom. Perspektiven der Zeitgeschichte nach 1970 [« Après le boom. Perspectives sur l'histoire contemporaine après 1970 »], Göttingen, Vandenhoeck & Ruprecht, 2008, 2e édition complétée 2010.
- (Ed.) : Classiques de la science historique. 
  - Tome 1 : (de) Von Edward Gibbon bis Marc Bloch [« D'Edward Gibbon à Marc Bloch »] (ISBN 978-3-406-54118-6) ;
  - Tome 2 : (de) Von Fernand Braudel bis Natalie Z. Davis [« De Fernand Braudel à Natalie Z. Davis »], Munich, Beck, 2006 (ISBN 978-3-406-54104-9).
- (Ed.) (de) avec Heinz-Elmar Tenorth (de), Ideen als gesellschaftliche Gestaltungskraft im Europa der Neuzeit. Beiträge für eine erneuerte Geistesgeschichte [« Les idées comme force créatrice sociale dans l'Europe moderne. Contributions à une histoire intellectuelle renouvelée »], Munich, Oldenbourg, coll. « Ordnungssysteme. Studien zur Ideengeschichte der Neuzeit » (no 20), 2006 (ISBN 3-486-57786-7)
- (de) Geschichtswissenschaft im Zeitalter der Extreme. Theorien, Methoden, Tendenzen von 1900 bis zur Gegenwart [« L’histoire à l’ère des extrêmes. Théories, méthodes, tendances de 1900 à nos jours »], Munich, Beck, coll. « Beck'sche Reihe » (no 1543), 2003 (ISBN 3-406-49472-2).
- (de) Recht und Ordnung. Herrschaft durch Verwaltung im 19. Jahrhundert [« La loi et l'ordre. Règle par l'administration au XIXe siècle »], Francfort-sur-le-Main, Fischer Taschenbuch Verlag, 2000 (ISBN 3-596-60158-4).
- (de) Die Erben von Bloch und Febvre. Annales-Geschichtsschreibung und nouvelle histoire in Frankreich 1945–1980 [« Les héritiers de Bloch et Febvre. Historiographie des Annales et nouvelle histoire en France 1945-1980. »], Stuttgart, Klett-Cotta, 1994 (en partie aussi : Darmstadt, Techn. Hochsch., Habil-Schr., 1994, udT : Du non-conformisme intellectuel au succès culturel).
- (de) Partei und Gewerkschaft. Die Gewerkschaftsstrategien der kommunistischen Parteien Italiens und Frankreichs seit 1970 [« Parti et syndicat. Les stratégies syndicales des partis communistes d'Italie et de France depuis 1970 »], Münster, Westfälisches Dampfboot, 1984 (également : Münster, Univ., Diss., 1984).